# Авейрівський собор
Аве́йрівський собо́р (порт. Sé de Aveiro) — католицький храм у Португалії, в місті Авейру, парафії Глорія і Вера-Круш. Катедральний собор Авейрівської діоцезії. Резиденція авейрівських єпископів (з 1938). Збудований 1423 року як церква Аве́йрівського домініка́нського монастиря́. Докорінно перебудований в XVII—XVIII століттях у бароковому стилі. Занепав після 1834 року, внаслідок заборони чернечих орденів у Португалії. Уцілів під час великої пожежі 1843 року, яка знищила всі інші монастирські будівлі. У 1834—1938 роках був головним храмом парафії Глорія. Після створення Авейрівської діоцезії в 1938 році отримав статус катедрального собору. Національна пам'ятка Португалії (1996).

## Назва
- Аве́йрівський соб́ор (порт. Sé de Aveiro) — сучасна коротка назва.
- Аве́йрівська ка́тедра (порт. Catedral de Aveiro), або Аве́йрівський катедра́льний собо́р (Sé Catedral de Aveiro) — сучасна назва.
- Монасти́р свято́го Доміні́ка (порт. Convento de São Domingos) — у 1432—1834 роках назва домініканського монастиря, до складу якого входила церква (собор).
- Собо́р Ді́ви Мар́ії Милосе́рдної (порт. Sé de Nossa Senhora da Misericórdia) — сучасна назва собору.
- Це́рква свято́го Доміні́ка (порт. Igreja de São Domingos) — первісна назва на честь святого Домініка.
- Це́рква Ді́ви Марі́ї Милосе́рдної (порт. Igreja de Nossa Senhora da Misericórdia) — назва у 1834—1938 роках.
- Це́рква Ді́ви Марі́ї парафії Глорія (порт. Igreja de Nossa Senhora da Glória, Igreja Paroquial de Nossa Senhora da Glória) — назва за іменем парафії.

## Історія

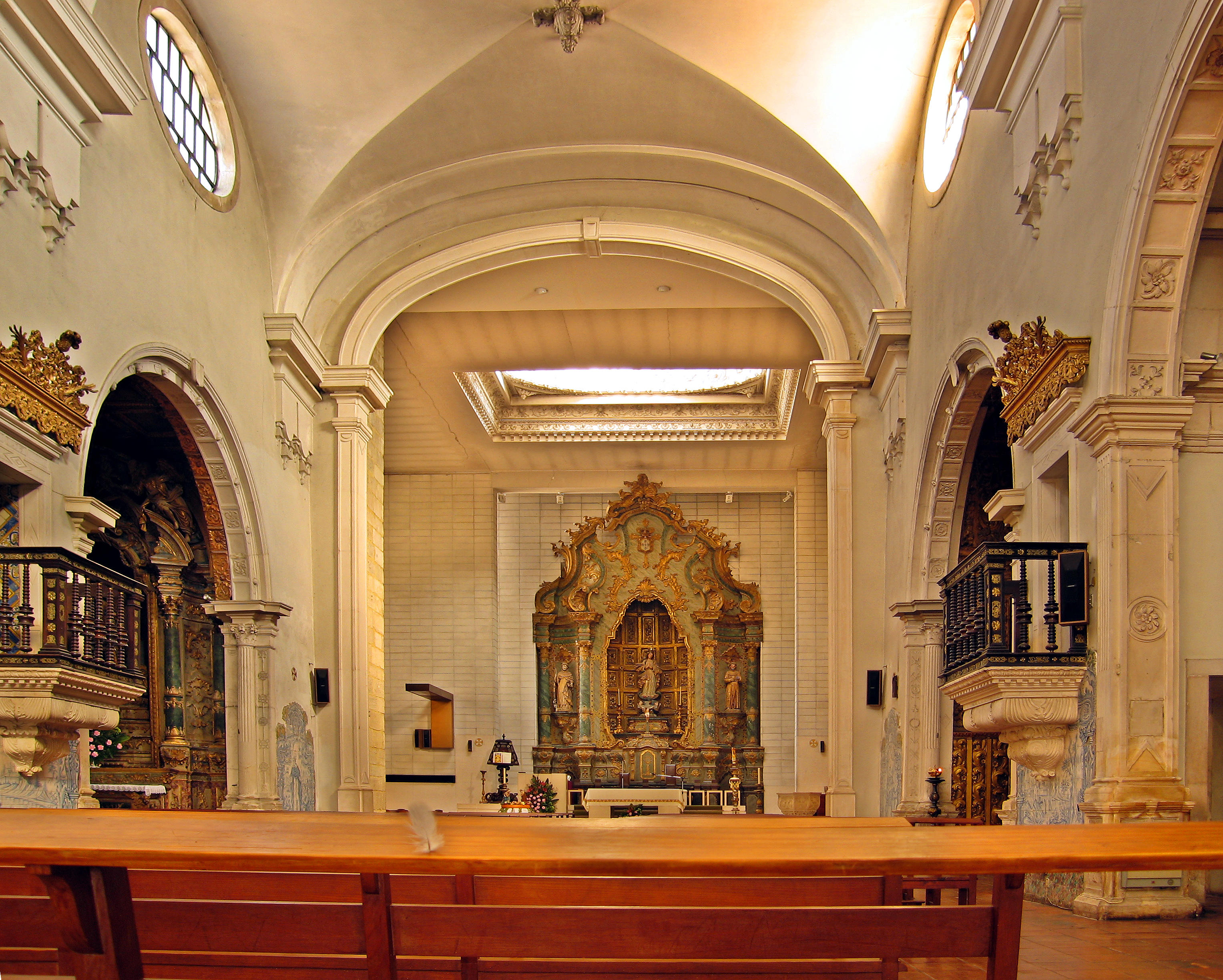
Інтер'єр.

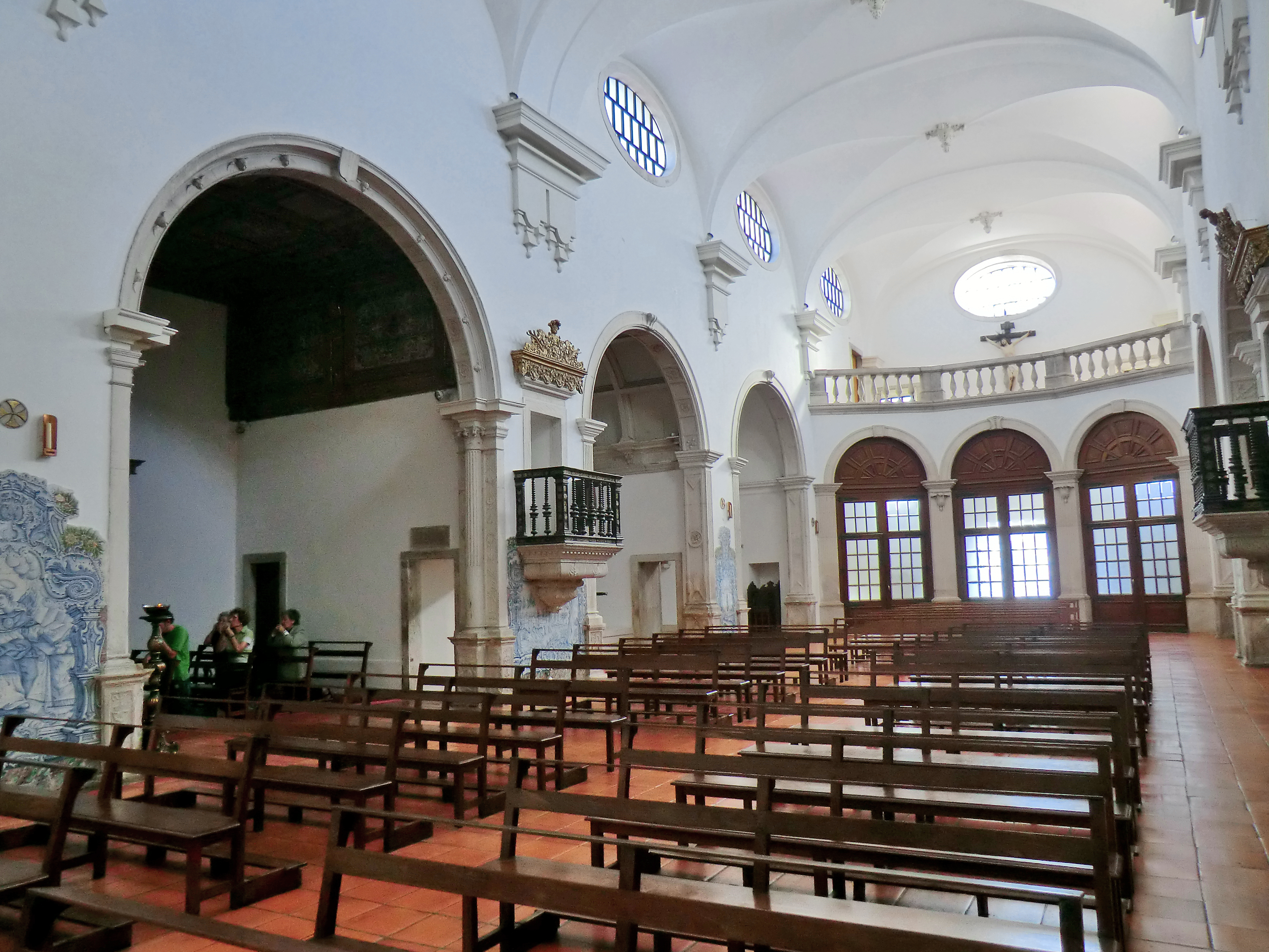
Інтер'єр.

Авейрівський собор постав у XV столітті як головна церква Монастиря святого Домініка. Його заклали 1423 року з дозволу авейрівського герцога, інфанта Педру. Це був перший монастир у межах міста Авейру, один із важливих центрів Ордену Домінікаців. 
Монастирська церква святого Домініка була суттєво перебудована у бароковому стилі в XVI — XVIII століттях. Вона зберігала первісне планування хрестоподібного типу і один неф. 
З XVI століття по боках церкви стали прибудовувати бічні каплиці, які також використовувалися як усипальниці. Серед них каплиця Діви Марії Милосердної (XVI ст.), каплиця святої Жуани (XVII ст.), каплиця Ісусового Серця (XVII ст.), Каплиця Діви Марії Розарієвої (XVIII ст.), каплиця Святих Дарів (XVIII ст.), каплиця Ходи Господньої (XVIII ст.), каплиця Відвідин (XVI ст.), каплиця Хреста святого Домініка (XVIII ст.). У каплицях були поховані Катаріна де Атайде (1551), Жуан Албукеркський (1559) та інший. 
Маньєристиський фасад церкви змінився в 1719 році на бароковий; зокрема повністю оновили портал, прикрасивши його гербом домінкаців та статуями Віри, Надії та Любові. Вівтарна частина поєднала шедеври різних епох, від ренесансу до пізнього рококо. Тут були зведені два катедри 1699 і 1745 років.
1834 року після розпуску чернечих орденів на теренах Португалії монастир перестав діяти. Внаслідок великої пожежі 1843 року згоріли практично всі споруди обителі за винятком церкви. Згодом її перетворили на головну церкву парафії Глорія. Назву храму змінили на Церкву Діви Марії Милосердної. 1860 року до неї прибудували дзвіницю.
У ХХ столітті португальський архітектор Абруньоза де Бріту частково перебудував головну каплицю собору, аби відкрити оригінальні конструкції XV століття. Він також відремонтував головну дзвіницю, в якій зберігається алебастрова статуя Діви Марії Нотінгемської.
24 серпня 1938 року римський папа Пій XI відновив Авейрівську діоцезію, а 11 грудня того ж року Церква Діви Марії Милосердної отримала статус катедрального собору.
6 березня 1996 року собор внесений до списку Національних пам'яток Португалії.